# Краснецький Іван Михайлович
Іван Михайлович Краснецький (18 травня 1945, с. Братківці, Тисменицький район, Івано-Франківська область, УРСР — 23 квітня 2010) — радянський і український футболіст, футбольний тренер.
Закінчив Івано-Франківський педагогічний інститут, Київський інститут фізичної культури, Вищу школу тренерів. Заслужений працівник фізичної культури і спорту.

## Біографія
Починав футбольну кар'єру в 1964 році в івано-франківському «Спартаку». Грав на позиції воротаря.
В 1966-67 роках проходив армійську службу в складі львівського СКА.
У 1968 році повернувся в Івано-Франківськ, де відіграв 4 сезони. Завершив кар'єру в сумській команді «Фрунзенець».
Після закінчення кар'єри — дитячий тренер. З 1976 році (з перервами) працював в СДЮШОР «Прикарпаття».
У 1987 році очолив дорослу команду «Прикарпаття», яка виступала на той момент у 2-й лізі чемпіонату СРСР з футболу. Потім на два роки виїжджав працювати з командою «Закарпаття» з Ужгорода, після чого знову повернувся в «Прикарпаття».
У 1992 році разом з «Прикарпаттям» дебютував у вищій лізі чемпіонату України. Однак після 1-го ж сезону клуб вилетів в першу лігу.
У 1995 році очолював клуби «Верес» і «Кристал» (Чортків). У 1998—1999 роках — СК «Миколаїв».